# Sugarcult
Sugarcult is een Amerikaanse punkband uit Santa Barbara, Californië die werd opgericht in 1998.

## Leden
- Tim Pagnotta - zang, gitaar
- Airin Older - zang, basgitaar
- Marko DeSantis - gitaar
- Kenny Livingstone - drums

## Discografie
Studioalbums
- Start Static (2001)
- Palm Trees and Power Lines (2004)
- Back to the Disaster (2005)
- Lights Out (2006)
- I Love Japan (2007)

Livealbums
- Rewind 2001–2008 (2008)